# Pityusa Patera
La Pityusa Patera è una struttura geologica della superficie di Marte.